# イヴァン・レコ
イヴァン・レコ（Ivan Leko, 1978年2月7日 - ）は、クロアチア・スプリト出身の元サッカー選手。サッカー指導者。クロアチア代表であった。ポジションはミッドフィールダー（センターハーフ、左サイドハーフ）。

## 来歴

### クラブ
1996年に地元のハイドゥク・スプリトからデビューし、2001年までにリーグ戦150試合に出場した。2001年夏にスペイン・リーガ・エスパニョーラのマラガCFに移籍し、3シーズン半をスペインで過ごした。本職はセンターハーフであるが、マラガCFでは左サイドハーフとして起用されることもあった。2005年1月に古巣ハイドゥク・スプリトに復帰したが、同年夏にはベルギー・ジュピラーリーグのクラブ・ブルッヘに移籍した。2009年1月15日、ジェルミナル・ベールスホットに移籍したが、わずか半年の在籍でスポルティング・ロケレンに移った。

### 代表
1999年にクロアチア代表デビューし、2006年にはドイツで開催された2006 FIFAワールドカップの出場メンバーに選ばれたが、ニコ・コヴァチやニコ・クラニチャールの控え選手であり、チームはグループリーグ敗退に終わった。同年までに13試合に出場している。

## 代表歴

### 出場大会
- クロアチア代表
  - 2006 FIFAワールドカップ

### 試合数
- 国際Aマッチ 13試合 0得点（1999年-2006年）[2]

| クロアチア代表 | 国際Aマッチ | 国際Aマッチ |
| 年             | 出場        | 得点        |
| -------------- | ----------- | ----------- |
| 1999           | 3           | 0           |
| 2000           | 0           | 0           |
| 2001           | 0           | 0           |
| 2002           | 0           | 0           |
| 2003           | 0           | 0           |
| 2004           | 2           | 0           |
| 2005           | 5           | 0           |
| 2006           | 3           | 0           |
| 通算           | 13          | 0           |

## 監督成績
2022年11月29日現在
| クラブ                   | 就任           | 退任           | 記録 | 記録 | 記録 | 記録 | 記録   |
| クラブ                   | 就任           | 退任           | 試   | 勝   | 分   | 敗   | 勝率   |
| ------------------------ | -------------- | -------------- | ---- | ---- | ---- | ---- | ------ |
| ルーヴェン               | 2014年2月26日  | 2014年11月28日 | 32   | 16   | 7    | 9    | 050.00 |
| シント＝トロイデンVV     | 2016年7月1日   | 2017年6月8日   | 44   | 16   | 8    | 20   | 036.36 |
| クラブ・ブルッヘ         | 2017年6月8日   | 2019年6月2日   | 99   | 53   | 24   | 22   | 053.54 |
| アル・アイン             | 2019年6月2日   | 2019年12月21日 | 17   | 9    | 5    | 3    | 052.94 |
| ロイヤル・アントワープ   | 2020年5月20日  | 2020年12月29日 | 26   | 14   | 4    | 8    | 053.85 |
| 上海上港                 | 2021年1月1日   | 2022年12月1日  | 58   | 32   | 12   | 14   | 055.17 |
| ハイドゥク・スプリト     | 2022年12月31日 | 2023年10月23日 | 37   | 22   | 4    | 11   | 059.46 |
| スタンダール・リエージュ | 2024年1月1日   |                | 8    | 2    | 2    | 4    | 025.00 |
| 合計                     | 合計           | 合計           | 321  | 164  | 66   | 91   | 051.09 |

## タイトル

### 選手時代
HNKハイドゥク・スプリト
- プルヴァHNL:2回（2000-01、2004-05）
- フルヴァツキ・ノゴメトニ・クプ:1回（1999-2000）

マラガCF
- UEFAインタートトカップ:1回（2002）

クラブ・ブルッヘ
- ベルギーカップ:1回（2006-07）
- ベルギー・スーパーカップ:1回（2005）

スポルティング・ロケレン
- ベルギーカップ:1回（2011-12）

### 監督時代
クラブ・ブルッヘ
- ベルギー・ファースト・ディビジョンA:1回（2017-18）
- ベルギー・スーパーカップ:1回（2018）

ロイヤル・アントワープFC
- ベルギーカップ:1回（2019-20）

HNKハイドゥク・スプリト
- フルヴァツキ・ノゴメトニ・クプ:1回（2022-23）

個人
- ベルギー・プロフェッショナル・フットボール・アワード最優秀監督賞:1回（2017-18）